# 中国軍管区司令部跡
中国軍管区司令部跡（ちゅうごくぐんかんくしれいぶあと）は、広島県広島市中区基町にある、大日本帝国陸軍中国軍管区司令部防空作戦室の遺構。
旧陸軍の防空作戦室は全国に6ヶ所あったことはわかっており、ここは現存唯一のものになる。広島市への原子爆弾投下の第一報を外電した場所であり、現存する被爆建物の一つ。国史跡広島城址公園内にあり本丸を囲む内堀の石垣付近に位置し、広島護国神社境内隣にある。半地下式鉄筋コンクリート平屋造。入り口には広島市により原爆被災説明板が設置されている。
広島城本丸は、復元された天守閣建物のみ広島市所有、本丸上段は文部科学省所有行政財産、本丸下段のうち神社部分のみ宗教法人広島護国神社所有、残りが財務省所有普通財産になる。本丸下段にある中国軍管区司令部跡は、財務省が所有し広島市に無償貸与され、管理運営は公益財団法人広島市みどり生きもの協会が行う。
かつては平和学習目的のみ屋内見学が許可され、その場合は事前に協会に予約する必要があった。2017年から安全性が確保できないという理由で内部見学禁止処置がとられている。

## 背景
広島城は1871年（明治6年）広島鎮台のち第5師団、1894年（明治27年）広島大本営が置かれるなど国内での主要軍事拠点として機能しており、天守を取り囲むように様々な陸軍関係の建物が建設された。太平洋戦争末期になると陸軍は本土決戦を想定して組織を再編する。なお一般人の立ち入りは禁止されていた。
防空作戦室の建設時期は1944年（昭和19年）末から1945年（昭和20年）初めごろとされ、突貫工事で建てられたとされている。その後1945年6月22日中部軍管区から分離する形で中国軍管区が発足する。
防空作戦の本来の任務は、中国地方5県の上空を飛ぶ敵味方の飛行機情報を一元的に集め、司令官が高射砲隊や航空隊へ指揮命令を行うともに、防空警報（空襲警報・警戒警報）を発令・解除することであった。ただ大戦末期に日本本土空襲が激しくなると、敵機に対する防空警報を発令・解除することが主な任務となった。その敵機を監視する防空監視哨は、陸軍が設置し軍人によって運営されたものと民間の警防団が管理していたものがあり、24時間体制で監視し軍用通信の有線電話で防空作戦室へ情報を送っていた。監視哨は1945年3月時点で中国5県で100ヶ所以上、県内に33ヶ所あった。
防空作戦室では軍人・軍属の他、学徒通信隊（学徒動員）として比治山高等女学校(現比治山女子高等学校)3年生、またその卒業生約15名が司令部参謀部通信班所属の軍属としても勤務していた。
一般人立入禁止の軍重要施設に女学生が用いられたのは、当時比治山高等女学校は偕行社附属学校で生徒の多くが高級軍人の子女であったためとされる。彼女たちは1945年5月に50人が、同年8月には90人が動員された。1班30人の3班編成で、日勤8時-17時/夜勤17時-8時/夜勤明け全休、の3交代昼夜兼行で勤務した。

## 施設
防空作戦室の整備計画、図面や記録資料はほぼ破棄されており現存していない。現在判っている情報は、当時勤務していたものの証言や後の発掘調査から構築されている。

### 立地
防空作戦室は広島城本丸の南端、内堀の石垣沿いに置かれた。敵航空機から発見されにくいように半地下構造とした。上に土が盛られ木々が数本植えてあり、上空から見るとそこに建物があるとわからなかった。これは現在でも同じ状況であり、広島護国神社側から見てもその全体像はわからない。

### 配置
広島護国神社に隣接する入り口から入ると、内部は4つの部屋からなる。入り口側（西側）から、情報室、通信室、指揮連絡室、防空作戦室（作戦司令室）、と呼ばれた。
防空作戦室（作戦司令室）
中四国に点在した防空監視哨から情報がここに集められ、それを元に参謀や将校が防空警報の発令と解除を行っていた。
壁には防空監視哨の位置を示す電球が埋め込まれた、中国地方と四国北部の地図があった。幅5・6mほどの大きな地図で、電灯は70から80個埋め込まれていたという。監視哨からの情報は隣の部屋に集まり情報室にある機械のスイッチを入れると、防空作戦室の地図の電球が点灯し、敵機がどう飛来しているかわかるようになっていた。
室内にはテーブルとイスそして2・3段のひな壇が設けられ、そこに数人の軍人が座って地図を見ながら分析して警報発令・解除が判断され、それを隣の指揮連絡室や情報室にメモと電光板で伝え、そこから各地へ連絡していた。
同室内に薄板で区切られた場所があり、夜間に臨時ニュースを流す簡易放送局として用いられた。広島中央放送局(NHK広島放送局)から放送部員・アナウンサー・技術員の3人が夜間常駐していた。
また防空作戦室にのみ将校専用出入り口が設けられていた。
指揮連絡室
防空作戦室から指示を受け役所や主要軍事施設へ電話連絡していた。任務は学徒通信隊の比治山高等女学校生徒2、3人が担当した。
ブザーが鳴ると防空作戦室側の小窓からメモが渡された。小窓は普段布で目隠しされていた。
メモには場所・時間・防空警報の種類・発令あるいは解除、の4つが書かれていた。警戒警報が「ケ」空襲警報が「ク」、発令が「ハ」解除が「カ」で表した。
例「広島 0813 ケハ」広島8時13分警戒警報発令、を意味する。
そのメモを見て、2台の電話交換機で陸軍病院や軍需工場・役所などへ同時に一斉に連絡、長机に置かれた6台の電話機で各地の指令部や高射砲隊・飛行場などに連絡した。
通信室
通信兵10人ほどが常駐し、モールス信号で通信していた。またアメリカの通信を聞いて、それを送っていたという。
情報室
防空監視哨からの敵航空機の目撃情報を専用の情報機で受け取り、防空作戦室の地図の電球のスイッチを押すところ。
比治山高等女学校生徒10数人が担当し、責任者として分隊長（上等兵）が見守っていたという。

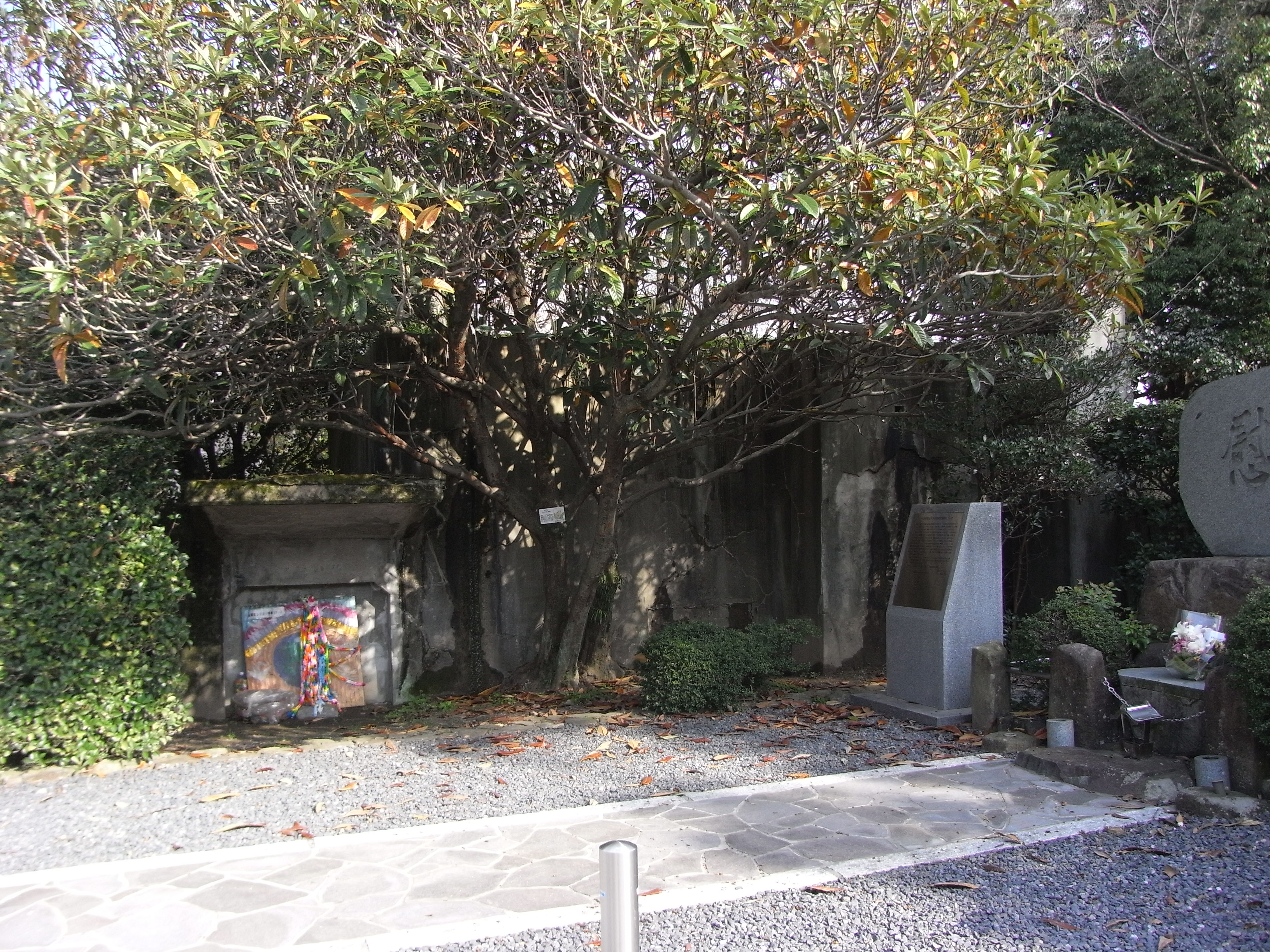
木の後ろが前室。

他、これらの北側に前室（あるいは保管室）と呼ばれた付帯建物がある。2020年現在完全閉鎖され一切入ることはできない。
前室
内部がどう使われていたが詳細は判っていない。御真影が飾られていたとも、重要書類が収められていたとも言われていた。空調が効いていたとする証言が残っているため、空調関係の機器が置かれていたと推定されている。
また、通信室の指揮連絡室の境目北側に煙突がある。ただ調査では煙突につながる穴が確認されていない。そのため現在慰霊碑がある位置、司令部跡の床面の更に下に何らかの空間があり発電あるいは蓄電機が置かれていた可能性があると推定されている。

### 構造
鉄筋コンクリート造半地下式1階建。延床面積208m2。大戦末期は金属類回収令が施行されるなど鋼材が不足していた時期であったが、軍の重要施設であったため鉄筋が用いられたと推定されている。実測による間取りは以下の通り。
- 防空作戦室 : 6.1m×12.50m[29]
- 指揮連絡室 : 6.1m× 4.53m[29]
- 通信室 : 6.1m×2.16m[29]
- 情報室 : 6.1m×5.23m[29]
- 前室 : 不明

天井高は入り口付近で約1.8m。ただし防空作戦室の床のみ他と比べて30cmほど深い。入り口は2つあったが、防空作戦室側の入り口は塞がれて現在は1つのみ。小窓は10ヶ所ほどある。
コンクリート強度は不明。骨材は最大寸法40mm程度で川砂利・川砂が用いられたと考えられ、比較的硬練のものを突き固めて製造していると考えられている。
天井の部材厚は75cm。また天井には鉄筋だけでなく鉄骨も配置されていると考えられている。つまり天井は被弾する可能性が高いため強固に作られたと考えられている。土被り厚は不明だが、被弾緩衝ではなく目隠しの意味合いが強かったと考えられている。設計強度は推定で100kg爆弾が直撃しても貫通できない程度のものであったと推定されている。
壁には鉄筋が入っている。壁厚は入り口付近が45cmであるため、他の壁も40cm強であると推定されている。壁が天井と比べて薄いのは、被弾を考慮していなかったためと推定されている。ただし南の堀側の壁のみ無筋であり、上部から下部に向かって部材厚が太くなっている。そのため、内堀石垣に隣接する南側壁のみ擁壁構造とし更に鋼材を節約して無筋としたと推定されている。
床もコンクリート製でモルタル仕上げ。また電気・通信系の配線に用いたと推定される溝がある。戦後、木の床板が敷かれた。
天井には蛍光灯が並びとても明るかった、夏暑い時期でも室内は空調が効いて涼しかった、被爆直後も電気が確保されていた、という証言が残る。

## 沿革

### 被爆直前の警報
以下、中国軍管区司令部が1945年8月13日作成した資料『八．六廣島市被害状況』内の「敵機ノ來襲並二警報発令状況」と、広島市公式『広島原爆戦災誌』に記載されている、8月1日から6日8時15分までの警報発令状況を示す。
| 日  | 時間  | 防空警報                                | 防空警報                                | 備考                                                  |
| 日  | 時間  | 警戒                                    | 空襲                                    | 備考                                                  |
| --- | ----- | --------------------------------------- | --------------------------------------- | ----------------------------------------------------- |
| 1日 | 21:06 | 発令                                    | -                                       | [ 36 ]                                                |
| 1日 | 22:15 | 解除                                    | -                                       | [ 36 ]                                                |
| 1日 | 23:01 | 発令                                    | -                                       | [ 36 ]                                                |
| 1日 | 23:22 |                                         | 発令                                    | [ 36 ]                                                |
| 2日 | 00:12 |                                         | 解除                                    | [ 36 ]                                                |
| 2日 | 00:17 | 解除                                    | -                                       | [ 36 ]                                                |
| 3日 | -     | -                                       | -                                       | なし                                                  |
| 4日 | 23:50 | 発令                                    | -                                       | [ 36 ]                                                |
| 5日 | 00:35 | 解除                                    | -                                       | [ 36 ]                                                |
| 5日 | 21:20 | 発令                                    | -                                       | [ 12 ] [ 36 ]                                         |
| 5日 | 21:27 |                                         | 発令                                    | 山口県宇部市に飛来したB29の一団に反応したものとされる |
| 5日 | 23:55 |                                         | 解除                                    | 山口県宇部市に飛来したB29の一団に反応したものとされる |
| 6日 | 00:25 |                                         | 発令                                    | この夜は兵庫県西宮市が空襲されている                  |
| 6日 | 02:10 |                                         | 解除                                    | この夜は兵庫県西宮市が空襲されている                  |
| 6日 | 02:15 | 解除                                    | -                                       | [ 12 ] [ 36 ]                                         |
| 6日 | 07:09 | 発令                                    | -                                       | 天候偵察機B29ストレートフラッシュに反応したもの       |
| 6日 | 07:31 | 解除                                    | -                                       | 天候偵察機B29ストレートフラッシュに反応したもの       |
| 6日 | 08:06 | （松永防空監視哨は大型2機発見と報告）   | （松永防空監視哨は大型2機発見と報告）   | （松永防空監視哨は大型2機発見と報告）                 |
| 6日 | 08:09 | （同哨は3機と修正報告）                 | （同哨は3機と修正報告）                 | （同哨は3機と修正報告）                               |
| 6日 | 08:15 | B29エノラ・ゲイにより広島市への原爆投下 | B29エノラ・ゲイにより広島市への原爆投下 | B29エノラ・ゲイにより広島市への原爆投下               |

8月以前まで頻繁に警報が発令されたが、8月に入ってから急に少なくなり2日から4日までほぼなかった。この2、3日間で市民は不思議に思っていた、あるいは広島は空襲されないという希望的な推察が流布していた。そして5日から急に警報発令が増えることになる。
8月6日、7時31分警戒警報解除以降何もなかったため、中国軍管区司令部防空作戦室の軍人たちは宿舎に戻っていたという。一方で学徒通信隊（比治山高女生徒）は8時が夜勤と日勤の交代時間であったが、8月6日朝は大本営前で行われていた比治山高女の朝礼が長引いたため、8時を過ぎても夜勤の第2班が勤務していた。比治山高女教師と第1班第3班の約60人ほどは、8時15分被爆時には大本営前で竹槍の戦闘訓練中であった。
一般に、広島原爆投下直前に防空警報は発令されていない、とされている。ただし警報を発信した、あるいは警報を聞いたという証言も残っている。
- 『八．六廣島市被害状況』には「本状況ニ依リ警戒警報ヲ發令セントスルヤ〇八一五爆撃ヲ受ク」とあり、明確に警報発令したとは書かれていない[12]。
- 中国軍管区司令部で勤務していた人物（名前省略）は防空作戦室勤務の兵長から聞いた話を手記にまとめている。それによると、松永防空監視哨からの通報を受け兵長が食事中の参謀や将校がいる将校集会所へ報告に行き、それを受けて中尉と少尉は警戒警報では間に合わないので空襲警報を発令しようと防空作戦室へ急いで帰り、広島中央放送局に電話し「8時12分、中国軍管区情報、敵大型3機、西条上空を西進中、空襲警報発令」と叫んだ、という[2][12]。

- 指揮連絡室で勤務していた比治山高女生徒岡ヨシエは証言を残している。まず、8時09分の報告時点で防空作戦室が手薄だったため8時13分になってやっと「〇八一三　ヒロシマ・ヤマグチ　ケハ」のメモがでたという[10]。そしてメモの内容を岡が担当する電話交換機を使って伝達しようとした瞬間、窓から入ってきた爆風で飛ばされ気を失った、という[2]。
- 情報室で勤務していた比治山高女OGの女子通信手・斎藤美知子は、警報が発令され警報板のスイッチを押しはじめ半分くらい伝達し終わった時に爆風で飛ばされた、と証言している[2][12][15]。
- 『広島原爆戦災誌』に流川（現幟町）の広島中央放送局でのことが記載されている。それによると、突如警報発令合図のベルが鳴り、アナウンサー古田正信は警報事務室に入って「午前8時13分、中国軍管区情報、敵大型機3機、西條上空を西進しつつあり、厳重なる警戒を要す。」の原稿を受け取り、スタジオ入りし西條上空を・・・まで読んだ瞬間に爆風に遭った、という[2][12][41]。
- 『広島原爆戦災誌』に、広島女子商業学校（現翔洋高）に駐屯した陸軍船舶砲兵団衛生教育隊[42]、安佐郡安佐町の人物、安芸郡矢野町の人物が警報のサイレンを聞いたことが記載されている[12]。

こうしたことから、警報発令を伝達する最中に被爆したため、一部で警報発令が伝わり、地区によってはそれでサイレンを吹鳴した可能性があると考えられている。
なお、当時ラジオ放送は1日6回の放送休止時間があり、被爆前後にあたる午前8時から午前10時は休止時間だった。その時間帯でも防空警報は緊急放送で流されたが、受け手である市民はラジオの電源を切っていたため、警報サイレンが鳴らなければラジオをつけて情報を得ることができなかった。また敵機飛来に慣れてしまい警戒警報発令中でも町を歩いていた者がいた、とする証言も残っている。

### 第一報
8月6日8時15分被爆。防空作戦室は爆心地から約790mに位置した。その強固な構造形式のため倒壊には耐えた。熱線の被害は限定的であったが、小窓から入った衝撃波によって中の人間が吹き飛ばされ鼓膜が破れる者も出るなど多くの負傷者を出した。
中国軍管区司令部があった広島城は爆心地に近かったため、原爆の閃光と同時に爆風が襲い、ほぼ全員が吹き飛ばされるか倒壊物の下敷きになった。司令部は1号庁舎の中央レンガ部分と拘置所の一部を残し爆風により壊滅した。司令部には当時1000人程度勤務し、うち軍人・軍属約700人、比治山高女教師生徒64人、拘置されていたアメリカ人捕虜2人が死亡した。防空作戦室の外にいたものはほとんどが亡くなったという。
広島原爆第一報をここから外電したのは岡ヨシエ（旧姓大倉）と荒木克子（旧姓板村）の当時14歳の比治山高女生徒2人である。以下、岡の手記「交換台と共に」から引用する。
同様に荒木の手記「軍管区指令部に動員されて」から引用する。
彼女たち生き残った生徒は、一旦避難したり、あるいは被爆後も司令部周辺に留まり救護活動している。その後彼女たちは再び司令部に集まり救護活動に務め、8月17日解散式となった。
なお、中国軍管区司令部による最初の公式発表は、8月6日15時か16時頃松村秀逸参謀長が中国新聞大佐古一郎記者に答えた形であった。ただこの時点では中国新聞も壊滅していたため公表されることはなかった。

### 被爆建物
1956年、広島護国神社が広島城址公園内に移転することになる。そこからこの建物は神社の倉庫として用いられていた。
1979年、慰霊碑が建立された。また平和学習の場として用いられ、修学旅行生を中心に年1万人が訪れていたという。
2015年被爆70年目にあたり、広島市文化財団が中国軍管区司令部跡の詳細な建物構造を調査し広島城資料館で公表するという企画展が開催される。2017年広島市が耐震調査に備えて視察した際に、コンクリートの剥離が進行していたため落下の可能性があるとして内部見学中止処置が取られた。ただ調査のため一時壊さなければならないことと耐震補強に多額の費用がかかることに加え、所有者である財務省・国史跡広島城の中にあるため文化庁と協議しなければならず、保存に向けて時間がかかっている。

## 交通
- 広島護国神社#アクセス参照

## 参考資料
- 広島市『広島原爆戦災誌 一括版』（PDF）2005年（原著1971年）。2020年2月10日閲覧。
- 比治山女子高校教員. “地下壕”. 2016年12月28日時点のオリジナルよりアーカイブ。2020年2月10日閲覧。
- “広島城の現状と課題等” (PDF).   広島市広島城のあり方に関する懇談会 (2019年10月9日). 2020年2月10日閲覧。
- 大東延幸、十河茂幸「広島城内の戦争遺跡に関する研究」（PDF）『広島工業大学紀要研究編』、広島工業大学、2016年2月、15-18頁、NAID 120005708803、2020年2月10日閲覧。
- 大東延幸、十河茂幸「広島城内の戦争遺跡に関する研究」（PDF）『広島工業大学紀要研究編』、広島工業大学、2017年2月、41-44頁、NAID 120005983800、2020年2月10日閲覧。
- 大東延幸、東城雄大、十河茂幸「広島城内の戦争遺跡に関する研究」（PDF）『広島工業大学紀要研究編』、広島工業大学、2018年2月、61-64頁、2020年2月10日閲覧。
- 大東延幸、十河茂幸「広島城内の戦争遺跡に関する研究」（PDF）『広島工業大学紀要研究編』、広島工業大学、2019年2月、75-78頁、2020年2月10日閲覧。